# Luis Suárez (Fußballspieler, 1935)
Luis Suárez Miramontes, bekannt als Luis Suárez oder Luisito (* 2. Mai 1935 in A Coruña, Galicien; † 9. Juli 2023 in Mailand, Italien), war ein spanischer Fußballspieler und -trainer.

## Vereinskarriere
Suárez wurde im galicischen A Coruña geboren und ist dort auch aufgewachsen. Mit 10 Jahren begann er im Schulteam von Accion Catolica Tomas in seiner Heimatstadt A Coruña mit dem organisierten Kicken, diente sich anschließend bei zwei weiteren kleineren Klubs hoch, so dass sein Weg 1951 in die Jugendabteilung von Deportivo La Coruña führte. Die Verantwortlichen verkannten seine fußballerischen Qualitäten nicht und so debütierte er mit 18 Jahren am 6. Dezember 1953 in der ersten Mannschaft bei der 1:6-Niederlage gegen den FC Barcelona in der Primera División. Bis zum Ende der Saison hatte Mittelfeldspieler Suarez 17 Spiele absolvierte (3 Tore) und sich zum Stammspieler entwickelt.
Nach dieser starken Rückrunde wechselte er im Sommer 1954 zum FC Barcelona nach Katalonien, wo er zunächst in der Reservemannschaft SD España Industrial spielte und sich seine Sporen erst verdienen musste. Doch 1955 schaffte „Luisito“ den Sprung in die erste Mannschaft und wurde auch zum Stammspieler im Mittelfeld. Bei „Barça“ spielte er gemeinsam mit László Kubala, Zoltán Czibor, Sándor Kocsis und Torwartlegende Antoni Ramallets, was für seine fußballerische Entwicklung äußerst hilfreich war. Er war aus der Mannschaft bald nicht mehr wegzudenken und entwickelte sich zu einem technisch perfekten Spielmacher, der das Spiel lesen konnte und seine Mitspieler mit millimetergenauen Pässen versorgte.
Aber er glänzte nicht nur als Vorbereiter, sondern suchte selbst den Weg zum Tor und traf in der Liga im Schnitt in jeder zweiten Partie. Unter Trainer Helenio Herrera gewann die Mannschaft 1959 das Double aus spanische Meisterschaft und Pokal (Copa del Generalissimo, heute Copa del Rey). Der Meisterschaftsgewinn 1958/59 gelang Barca mit 96 Toren in 30 Ligaspielen (51:9 Punkte) und Erzrivale Real Madrid wurde dabei um vier Zähler auf Abstand gehalten. Mit dem torgefährlichen Innensturm Kocsis, Evaristo und Suarez wurde damit der erste Meistertitel seit sechs Jahren nach Camp Nou geholt. 1960 folgte die nächste Meisterschaft und Suárez hatte sich zu einem Weltklassespieler gemacht. Als Ausdruck seiner Fähigkeiten wurde er im gleichen Jahr mit dem Ballon d’Or als „Europas Fußballer des Jahres“ ausgezeichnet, damit war er bis 2012 (Andrés Iniesta gewann den UEFA Best Player in Europe Award) der einzige in Spanien geborene Spieler, dem die Ehre als Europas bester Spieler zuteilwurde (außer ihm gewann nur der eingebürgerte Argentinier Alfredo Di Stéfano als Spanier diesen Preis). Sein letztes Spiel für Barcelona war das Finale im Europapokal der Landesmeister 1961, das die Spanier jedoch mit 2:3 gegen Benfica Lissabon verloren.
Trainer Herrera verließ Barcelona in Richtung Italien, um Inter Mailand zu trainieren. Suárez folgte dem Erfolgscoach nach 139 Ligaspielen und 62 Toren in der Primera Division (davon 122/60 für Barcelona) und wechselte 1961 für die damalige Rekordsumme von 250 Millionen Lire (umgerechnet 142.000 Pfund Sterling) ebenfalls zu Inter. Suárez, als teuerster Spieler der Welt, soll für diesen Transfer ein erhebliches Handgeld erhalten haben. Doch der Wechsel sollte sich für Spieler und Verein lohnen, die Ära von „La Grande Inter“ sollte anbrechen und Suárez erlebte die erfolgreichste Zeit seiner Karriere. Trainer Herrera baute Suárez in sein Catenaccio-System als Spielmacher ein, der als Schaltzentrale zwischen Abwehr und Angriff fungieren sollte.
Später stellte er ihm mit Sandro Mazzola einen talentierten Spieler an die Seite, der ihn dabei unterstützte. Inter galt Mitte der 1960er Jahre als beste Vereinsmannschaft der Welt und gewann 1963, 1965 und 1966 den Scudetto. Auch international sorgte die Mannschaft für Aufsehen und gewann 1964 (3:1 gegen Real Madrid), sowie 1965 (1:0 gegen Benfica Lissabon) jeweils den Europapokal der Landesmeister. Auch wurde 1964 und 1965 der Weltpokal gewonnen (jeweils gegen den CA Independiente). 1970 verließ der Routinier mit 35 Jahren Inter Mailand nach 257 Serie-A-Spielen (42 Tore) und schloss sich für drei Jahre Sampdoria Genua an, bevor er 1973 – nach 64 Spielen mit acht Toren – seine aktive Karriere beendete.

## Karriere im Nationalteam
1957 gab Suárez seinen Einstand im Nationalteam. Er gehörte zum spanischen Kader, der 1962 bei der WM in Chile antrat, jedoch bereits in der Vorrunde ausschied. Doch zwei Jahre später feierte die „Selección“ mit Spielmacher Suárez ihren ersten internationalen Titel und gewann die Fußball-Europameisterschaft 1964. Im Finale wurde die Sowjetunion mit 2:1 geschlagen. Dies sollte der einzige Titel bis 2008 bleiben, ehe Spanien wieder Europameister wurde.
Nach diesem Erfolg und mit Topstars wie Francisco Gento, José Ángel Iribar und Pirri galt Spanien als Geheimfavorit für die WM 1966 in England. Doch die Mannschaft enttäuschte wiederum auf ganzer Linie und musste nach der Vorrunde wie vier Jahre zuvor die Heimreise antreten. Nach dieser herben Enttäuschung beendete Suárez seine Karriere in der Nationalmannschaft.

## Titel und Erfolge
Vereine
- Spanischer Meister (2): 1958/59, 1959/60
- Spanischer Pokalsieger (2): 1957, 1959
- Italienischer Meister (3): 1962/63, 1964/65, 1965/66
- Europapokal der Landesmeister (2): 1964, 1965
- Weltpokalsieger (2): 1964, 1965

Nationalmannschaft
- Europameister: 1964

Persönlich
- Ballon d’Or („Europas Fußballer des Jahres“): 1960 (Zweiter 1961, 1964; Dritter 1965)

## Karriere als Trainer
Im Anschluss an die Rückkehr in seine spanische Heimat übernahm er 1978 das Traineramt bei Deportivo La Coruna. Ähnlich große Erfolge wie als Spieler blieben ihm jedoch versagt. 1980 nahm er ein Angebot des spanischen Fußballverbandes an und zeichnete für die Nachwuchsarbeit verantwortlich. 1984 holte er mit der U21-Auswahl die Vizeeuropameisterschaft, zwei Jahre später durch einen Finalsieg über Italien den europäischen Titel. Bei der Weltmeisterschaft 1986 in Mexiko fungierte er als Assistent von Nationaltrainer Miguel Muñoz, dessen Nachfolge Suárez nach der Fußball-Europameisterschaft 1988 antrat.
1990 führte der 55-Jährige die „Seleccion“ zur WM nach Italien, wo die Mannschaft im Achtelfinale gegen Jugoslawien ausschied. Im Sommer 1994 kehrte Suarez in die spanische Liga zurück und trainierte kurzzeitig Albacete Balompié. Als Coach zeichnete ihn vor allem der offene Umgang mit den Spielern aus. Zudem saß er bei Inter Mailand drei Mal auf der Trainerbank, 1974–1975, sowie 1992 und 1995, beide Male allerdings nur als Interimstrainer.